# ويليام أوتو برونر
ويليام أوتو برونر هو عالم فلك سويسري، ولد في 7 يوليو 1878 في Wattwil ‏ في سويسرا، وتوفي في 1 ديسمبر 1958.